# Glyphocassis
Glyphocassis là một chi bọ cánh cứng trong họ Chrysomelidae.
Chi này được miêu tả khoa học năm 1914 bởi Spaeth.

## Các loài
Các loài trong chi này gồm:
- Glyphocassis spilota (Gorham, 1885)
- Glyphocassis trilineata (Hope, 1831)